# Rodica Popescu Bitănescu
Rodica Popescu Bitănescu (n. 5 august 1938, Răsuceni, județul interbelic Vlașca) este o actriță română de teatru, care a jucat în numeroase comedii la Teatrul Național „Ion Luca Caragiale” din București.
A absolvit Institutul de Artă Teatrală și Cinematografică din București în 1960, la clasa profesor A. Pop Marțian. Debutul și l-a făcut în anul 1960, pe scena Teatrului național din Iași.

## Filmografie
- Gioconda fără surîs (1968)
- Originea și evoluția vehiculelor (1973)
- Tăticul (1974) (TV)
- Comedie fantastică (1975)
- Patima (1975)
- Premiera (1976)
- Bunicul și doi delincvenți minori (1976)
- Avocatul (1976) (TV)
- Tufă de Veneția (1977)
- Iarba verde de acasă (1977)
- Eu, tu, și... Ovidiu (1978)
- Din nou împreună (1978)
- Ciocolată cu alune (1979)
- Premiul întîi (1979)
- Rețeaua S (1980)
- Burebista (1980)
- Dumbrava minunată (1980)
- Am o idee!... (1981)
- Femeia din Ursa Mare (1982)
- Sfîrșitul nopții (1983)
- Zbor periculos (1984)
- Sosesc păsările călătoare (1985)
- Aripi de zăpadă (1985)
- Căsătorie cu repetiție (1985)
- Racolarea (1985)
- Colierul de turcoaze (1986)
- O zi la București (1987)
- Cucoana Chirița (1987)
- Secretul lui Nemesis (1987)
- Chirița în Iași (1988)
- Miss Litoral (1991)
- Harababura (1991)
- Atac în bibliotecă (1993)
- Cu materialul clientului (1997)
- Ministerul comediei (1999)
- Căsătorie de probă (2003)
- Cuscrele (2005)[4]
- Dragoste de mamă (2006)
- Meseriașii (episodul 77, 2007) - Matilda
- Îngerașii (2008)

## Premii și distincții
Președintele României Ion Iliescu i-a conferit actriței Rodica Popescu Bitănescu la 29 noiembrie 2002 Ordinul național Serviciul Credincios în grad de Cavaler, „pentru crearea și transmiterea cu talent și dăruire a unor opere literare semnificative pentru civilizația românească și universală”.
Premii de creație:
- „Rendez-vous” de Tudor Mușatescu la Buzău, Vaslui și București, 1995[6]
- „Aventură în banal” de Teodor Mazilu și Dumitru Solomon, 1985[2]